# Memórias de um Médico
Memórias de um Médico (em francês:  "Mémoires d'un Médecin") é uma série de quatro romances históricos escritos por Alexandre Dumas entre 1846 e 1853. A coleção aborda a sequência de acontecimentos que dão origem, deflagram e agitam a Revolução Francesa, desde a chegada de Maria Antonieta à França para seu casamento com o delfim Luís, mais tarde rei Luís XVI até a morte deste, em 1793, na guilhotina. Foi escrita em colaboração com Auguste Maquet e apareceu sob forma de folhetim no jornal La Presse. Os livros que compõem a série são:

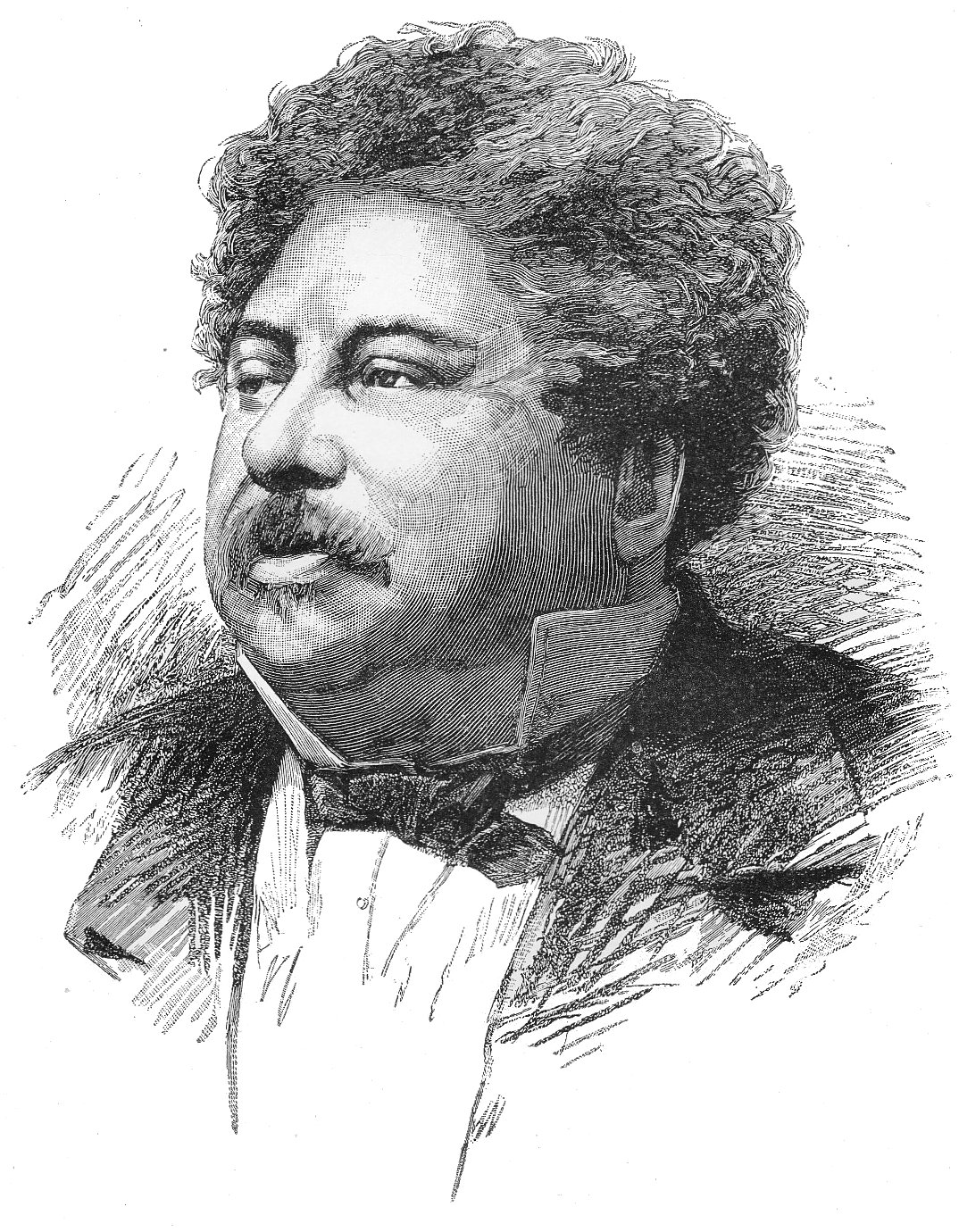
Alexandre Dumas

- Joseph Balsamo
- O Colar da Rainha
- Ange Pitou
- A Condessa de Charny

## Descrição sucinta dos volumes

### Joseph Balsamo
Escrito entre 1846 e 1849. A ação do romance situa-se perto do final do reinado de Luís XV da França, entre 1770 e 1774. Começa com a entrada de Maria Antonieta, filha de Maria Teresa da Áustria, em solo francês, para casar-se com o delfim da França, Luís, futuro rei Luís XVI e segue até o ano da morte de Luís XV e consequente subida ao trono de Luís XVI.

### O Colar da Rainha
Escrito entre 1849 e 1850. Toda a sua trama transcorre e está baseada no famoso "Caso do Colar da Rainha", ocorrido por volta de 1785 e considerado por muitos como de fundamental importância na sucessão de eventos que conduziram à Revolução Francesa.

A Queda da Bastilha (1789)

### Ange Pitou
Escrito entre 1850 e 1851. Este volume começa descrevendo os fatos relacionados à famosa Queda da Bastilha, marco inicial da Revolução Francesa e acompanha personagens fictícios e membros da família real francesa até a tranferência imposta pelo povo à família real do Palácio de Versailles para o Palácio das Tulherias em Paris, em outubro de 1789.

### A Condessa de Charny
Escrito entre 1851 e 1853. É o último e também o mais extenso volume da série, já que engloba o período de Outubro de 1789, data do estabelecimento da família real francesa em Paris, até a morte do rei Luís XVI na guilhotina em 21 de Janeiro de 1793.